# 朱霖 (1896年)
朱霖（1896年8月26日—1967年1月26日），又名朱靈，字君復:181:82:59，江蘇寶山縣（今上海市寶山區）人，中華民國軍事人物、航空工程師、空軍中將軍銜、曾任空軍技術局（今漢翔航空工業股份有限公司）長。妻為教育家熊芷，兩人於1927年結婚:61。

## 生平

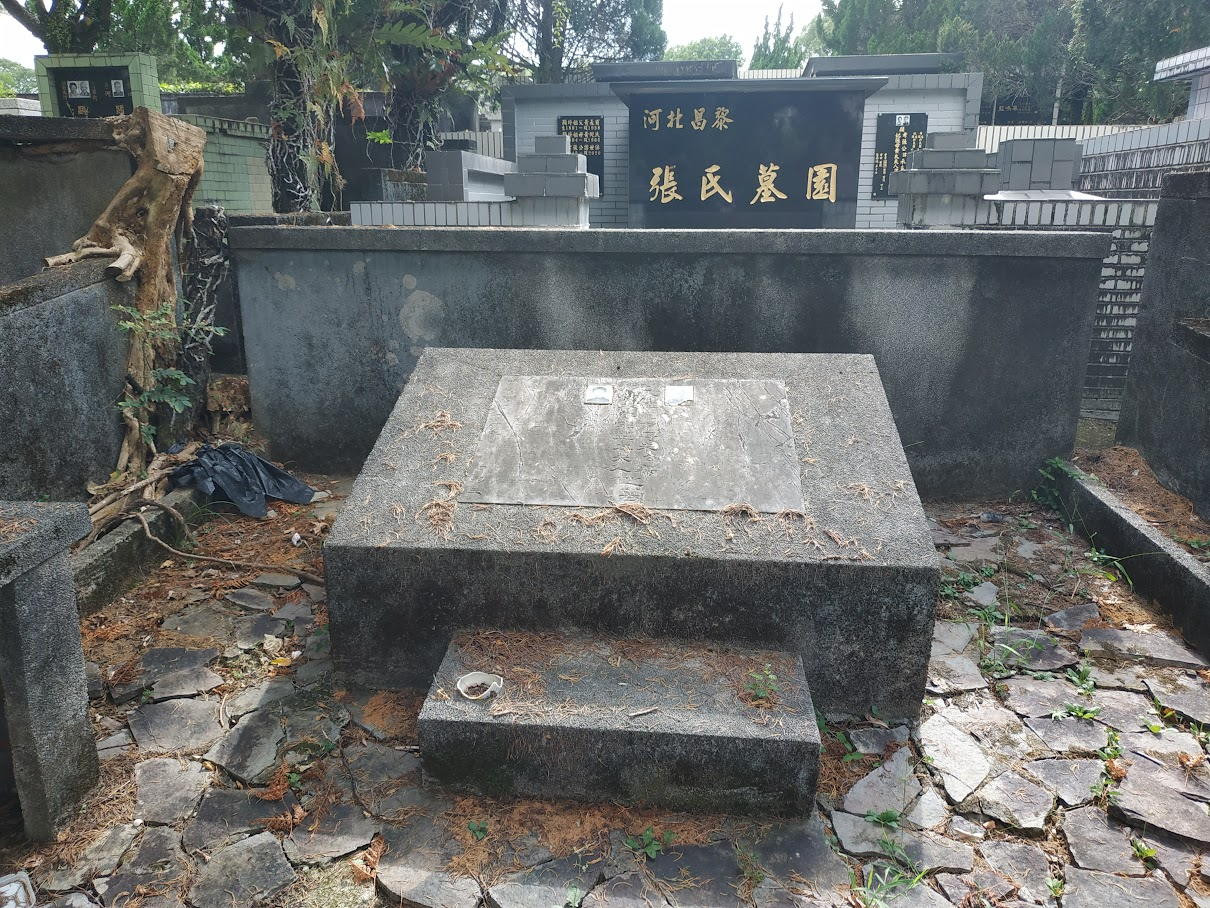
朱霖與熊芷之墓

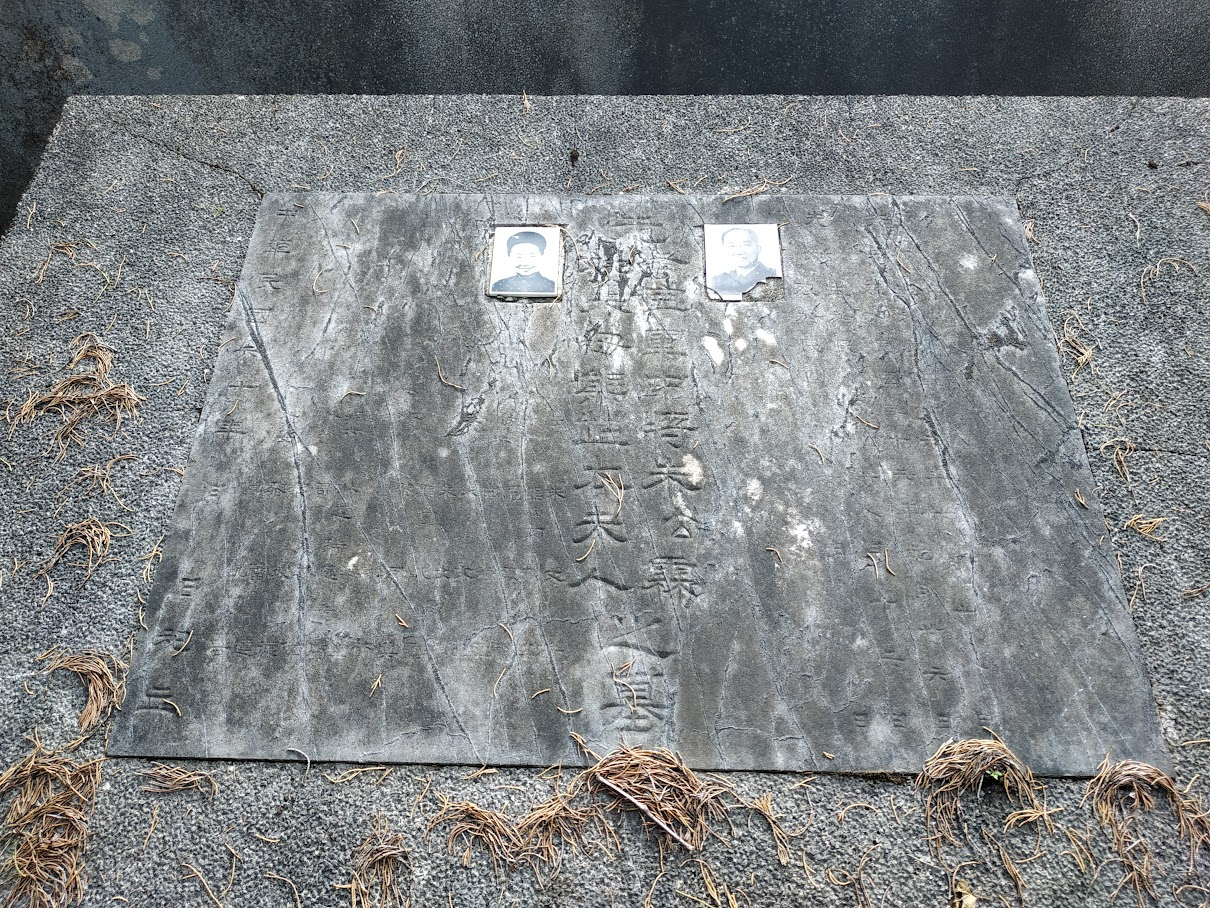
墓碑

朱霖原籍江蘇寶山:82，光緒二十二年七月十八日（1896年8月26日）:59生於湖南長沙:82:181，自北京大學預科畢業後赴美國留學，先後獲得康乃爾大學機械工程學士及麻省理工學院航空工程碩士:181:83:59，先在母校擔任為期兩年的助教，1923年前往飛機廠任職，兩年後返回中華民國:83，在北平交通大學:83:59、香山慈幼院:59、北洋大學:83:59任教，並於軍政部航空署工作:72:181，九一八事變爆發後組織中國航空建設協會:59:181:72。1933年擔任國民政府軍政部航空署技術處器材科科長，任內有感於中國盛產絲綢，必須多加利用研發自製降落傘:59，便僱用工人利用浙江生產的麻與絲綢開始製作，自1933年秋開始製造，隔年1月完成:152，所用材料主要有上等白絲綢、絲繩、帆布等，僅有少部分是外國材料，幾乎全是中國國產:127。降落傘完成後在中央航空學校機場（今杭州筧橋機場）上空與外國製降落傘一同試投，結果顯示中國製降落傘品質較佳:127:83，便成立保險傘（降落傘）製造所開始大規模生產:83，至中國抗日戰爭爆發後，空軍已全數使用該種降落傘:617。1934年因航空署職員宿舍失火一事被查辦並拘留，後來發現造成起火之飛機材料當時尚未移交給器材科保管，且其被拘禁後署內多項事務難以推行，遂在錢昌祚、錢永銘、朱曦（朱霖之弟）陳情下於7月20日被保釋。
朱霖後又擔任中意飛機製造廠監理處籌備主任:151，奉命前往義大利商洽合作設置工廠之事項:64。二戰爆發後日本和義大利、德國結為聯盟，其迫使義大利取消對中國之援助，同時撤退飛機廠的義籍員工，日軍後擬定在義籍員工離開後轟炸該廠，義籍員工將事情透露給中國後廠內的機械便被連夜搬離，朱霖將飛機廠遷至四川南川縣（今重慶市南川區）的山洞「海孔洞」內:41-42，改稱「第二飛機製造廠」:83，其任廠長:64。1939年再調往中國航空研究所擔任組長，主持使用中國材料編竹篾條製造萊因式教練機蒙皮及可拋油箱，受到美國之重視，將該油箱之解剖模型陳列於五角大廈之中:83。
1943年，朱霖調任航空委員會航空工業計畫室主任:83。當時因日本在中途島戰役中大敗，國民政府當局認為日本戰敗乃早晚之事，航空委員會便請朱霖研擬規劃戰後之航空工業:29-30，以在4年內造出1000架飛機為目標，第一步先考選優秀工程人員出國訓練，第二步赴英國、美國商討飛機製造權，第三步在中國各地區設置航空工業相關之工廠:83。1946年航空工業計畫室改稱空軍航空工業局，局長仍為朱霖:25:64，持續推行該計畫，但未獲行政院支持，加上第二次國共內戰爆發，計畫內容無法逐條實行:83。
朱霖於1949前往臺灣:182，仍在已遷往臺灣臺中市的航空工業局任職。1954年航空工業局改制為空軍技術局，其仍任局長，主持編纂技術命令、試製直升機等:182:72，曾協助裕隆汽車推展民間交通工業:84。1955年成立華美協進社臺中支社並擔任社長，1958年6月22日與李熙謀、林致平等31人發起設立中國太空航行學會（今中華民國航空太空學會），任理事長。1959年4月擔任國軍體育總會中部分會副主任委員，1963年7月以空軍中將之職銜退役:84，退休後在國防部外語學校（今國防大學）教授英文的「總統行誼」及軍中翻譯，又在工專（工業專科學校）教德文:61，1967年1月26日因心臟病發過世於臺北榮民總醫院。